# نايومي برودي
نايومي برودي (بالإنجليزية: Naomi Broady)‏ مواليد 28 فبراير 1990 في ستوكبورت، مانشستر الكبرى، إنجلترا، هي لاعبة كرة مضرب بريطانية بدأت مسيرتها كمحترفة سنة 2006 تلعب باليد اليمنى وتحتل حالياً المرتبة 96 (29 فبراير 2016) في تصنيف رابطة محترفات كرة المضرب.

## الخط الزمني للأداء
مفتاح
| ف | ن | ن.ن | ر.ن | د# | د.م | ل | أ.أ | ت | غ | ب | ف | ذ | م.خ | ل.ت |

(ف) فاز بالبطولة (ن) وصل النهائي (ن.ن) نصف النهائي (ر.ن) ربع النهائي (د#) الأدوار الأربعة الأولى (د.م) دور المجموعات (ل) شارك في كأس ديفيز (أ.أ) خرج من الأدوار الاولى (ت) خسر التصفيات التأهيلية (غ) غاب عن الحدث أو البطولة (ب) حصل على ميدالية برونزية (ف) حصل على ميدالية فضية (ذ) حصل على ميدالية ذهبية (م.خ) بطولة الماسترز خُفضت إلى مرتبة أقل (ل.ت) البطولة لم تعقد في السنة المعينة.
لتجنب الارتباك وازدواجية الحساب، يتم تحديث هذه المعلومات إما في نهاية البطولة، أو عندما تكون مشاركة اللاعب في البطولة قد انتهت.

### الفردي
| الدورة                        | 2008 | 2009 | 2010 | 2011 | 2012 | 2013 | 2014 | 2015 | 2016 | ف-خ |
| ----------------------------- | ---- | ---- | ---- | ---- | ---- | ---- | ---- | ---- | ---- | --- |
| بطولة أستراليا المفتوحة للتنس | غ    | غ    | غ    | غ    | ت2   | غ    | غ    | ت1   | ت1   | 0–0 |
| دورة رولان غاروس الدولية      | غ    | غ    | غ    | غ    | ت1   | غ    | غ    | ت2   | بلا  | 0–0 |
| بطولة ويمبلدون                | ت1   | ت1   | ت1   | د1   | د1   | ت2   | د2   | د1   | بلا  | 1–4 |
| أمريكا المفتوحة               | غ    | غ    | غ    | ت3   | ت1   | غ    | ت1   | ت3   | بلا  | 0–0 |
| فوز-خسارة                     | 0–0  | 0–0  | 0–0  | 0–1  | 0–1  | 0–0  | 1–1  | 0–1  | 0–0  | 1–4 |

## وصلات خارجية
- نايومي برودي على موقع رابطة محترفات التنس (الإنجليزية)
- نايومي برودي على موقع الاتحاد الدولي لكرة المضرب (الإنجليزية)
- نايومي برودي على موقع خلاصة التنس.كوم (الإنجليزية)
- نايومي برودي على موقع إي إس بي إن.كوم (الإنجليزية)

- الموقع الرسمي